# Domenico Millelire (sommergibile)
Il Domenico Millelire è stato un sommergibile della Regia Marina.
L'unità è intitolata all'ufficiale e patriota Domenico Millelire, prima medaglia d'oro al valor militare della Regia Marina Sarda e delle Forze Armate italiane.

## Storia
Il 20 settembre 1928, agli ordini del capitano di corvetta Carlo Savio, ricevette a La Maddalena la bandiera di combattimento da un comitato cittadino dell'isola. Madrina dell'evento fu Anita Susini-Millelire, figlia Ammiraglio Antonio Susini-Millelire, discendente di Domenico Millelire.
Nel marzo 1929, agli ordini del capitano di corvetta Pietro Parenti, fu il primo sommergibile italiano a portare la bandiera tricolore nell'Oceano Atlantico.
Tra il marzo ed il settembre 1933 fu adibito all'appoggio alla trasvolata atlantica di Italo Balbo: insieme al gemello Balilla e alle cannoniere Biglieri e Matteucci, attraversò l'Atlantico al comando del capitano di corvetta Franco Zannoni; servì da radiofaro e segnalò le condizioni meteorologiche agli aerei di Balbo; tale viaggio servì anche per mettere alla prova le qualità oceaniche dei «Balilla», giudicate buone. Giunto a Chicago, il sommergibile fu visitato da Italo Balbo che tenne poi un discorso rivolgendosi all'equipaggio.
Prese clandestinamente parte alla guerra di Spagna, senza ottenere alcun risultato. 
All'entrata dell'Italia nella seconda guerra mondiale era ormai obsoleto; svolse comunque 11 missioni di guerra percorrendo circa 5.000 miglia.
Nel dicembre 1940 cercò infruttuosamente di silurare un sommergibile in navigazione nel Canale d’Otranto, nelle vicinanze dell'isola di Fano.
Dopo alcuni mesi fu assegnato alla Scuola Sommergibili di Pola, unitamente al capoclasse Balilla.
Prestò servizio alle dipendenze di tale scuola sino al il 15 aprile 1941, data del suo disarmo.
Denominato GR. 248 divenne pontone di carica e deposito carburanti.
Il 13 settembre 1942, a rimorchio del cacciatorpediniere Saetta, effettuò il trasporto di 443 tonnellate di gasolio.
A fine guerra fu trovato affondato a Palermo.
Recuperato e radiato nel 1946, fu acquistato nel 1948 dalla Pirelli e trasformato in deposito di lattice.
Fu smantellato nel 1977, quarantanove anni dopo il completamento.